# Louisa Macdonald
Pour les articles homonymes, voir MacDonald.
Louisa Macdonald (10 décembre 1858 - 28 novembre 1949) est une universitaire et suffragiste écossaise. Elle est la première principale du Women's College de l'université de Sydney.

## Biographie
Louisa Macdonald naît en 1858 à Arbroath, dans le Forfarshire, en Écosse, onzième enfant d'Ann (née Kid) et de John Macdonald, secrétaire de mairie et avocat. Louisa est éduquée à la maison, par ses sœurs aînées et fait du latin et du grec. Elle passe deux ans dans une Finishing school à Londres et prépare par correspondance les examens d'entrée à l'université. Elle est admise à l'université d'Édimbourg en 1878, mais comme cette université ne délivre pas de diplômes aux étudiantes, Louisa Macdonald et sa sœur Isabella s'inscrivent à l'University College de Londres, où elles sont résidentes du College Hall, résidence universitaire récemment créée. Macdonald obtient un baccalauréat ès arts en 1884, avec mention très bien en lettres classiques, et mention bien en allemand, puis une master en lettres classiques en 1886. Elle donne des cours et fait du tutorat d'étudiantes au College Hall,.

### Carrière universitaire
En 1891, Macdonald est élue fellow du University College de Londres. Elle est nommée directrice fondatrice du Women's College de l'université de Sydney (en) et elle prend ses fonctions dans des locaux loués à « Strathmore », Glebe, en mars 1892, avec quatre étudiantes. En 1894, le collège ouvre avec 26 étudiantes,. Elle travaille avec Evelyn Dickinson .

### Suffragisme
Macdonald s'implique dans la vie universitaire et les causes en faveur des femmes. Elle participe à la Sydney University Women's Association, la University Women's Society et le Women's Club, ainsi que la Womanhood Suffrage League of New South Wales et la Women's Literary Society.
Macdonald prend sa retraite en 1919 et s'installe à Londres,. Elle est membre du conseil de College Hall. Elle meurt à Londres le 28 novembre 1949.